# Prumnacris
Prumnacris is een geslacht van rechtvleugeligen uit de familie veldsprinkhanen (Acrididae). De wetenschappelijke naam van dit geslacht is voor het eerst geldig gepubliceerd in 1944 door Rehn & Rehn.

## Soorten
Het geslacht Prumnacris  is monotypisch en omvat slechts de volgende soort:
- Prumnacris rainierensis (Caudell, 1907)